# Jacobstads Wapen
Le Jacobstads Wapen est une moderne réplique d'une galéasse du XVIIIe siècle.

Son port d'attache actuel est Jakobstad en Finlande.

## Histoire
Cette réplique a été construite entre 1988 et 1994 à Jakobstad sur les plans d'un navire de guerre de 1755 de l'architecte naval suédois Frédéric Henry de Chapman trouvés en Finlande.

Le Jacobstads Wapen a reçu un certificat de navigation de navire à passagers et navigue comme voilier-charter.

Utilisé comme navire-ambassadeur de la ville de Jacobstad, il a participé au 300e anniversaire de Saint Petersbourg en 2003.

Il a été mis hors service en 2005, en attente d'une restauration financée par l'association Svenska kulturfonden de Jakobstad. Il a été remis en service en juin 2008.